# 4 Heures de Barcelone 2024
Navigation
Édition précédente Édition suivante
Les 4 Heures de Barcelone 2024, disputées le 13 avril 2024 sur le Circuit de Barcelone, sont la vingt-septième édition de cette course, la cinquième sur un format de quatre heures, et la première manche de l'European Le Mans Series 2024.

## Engagés

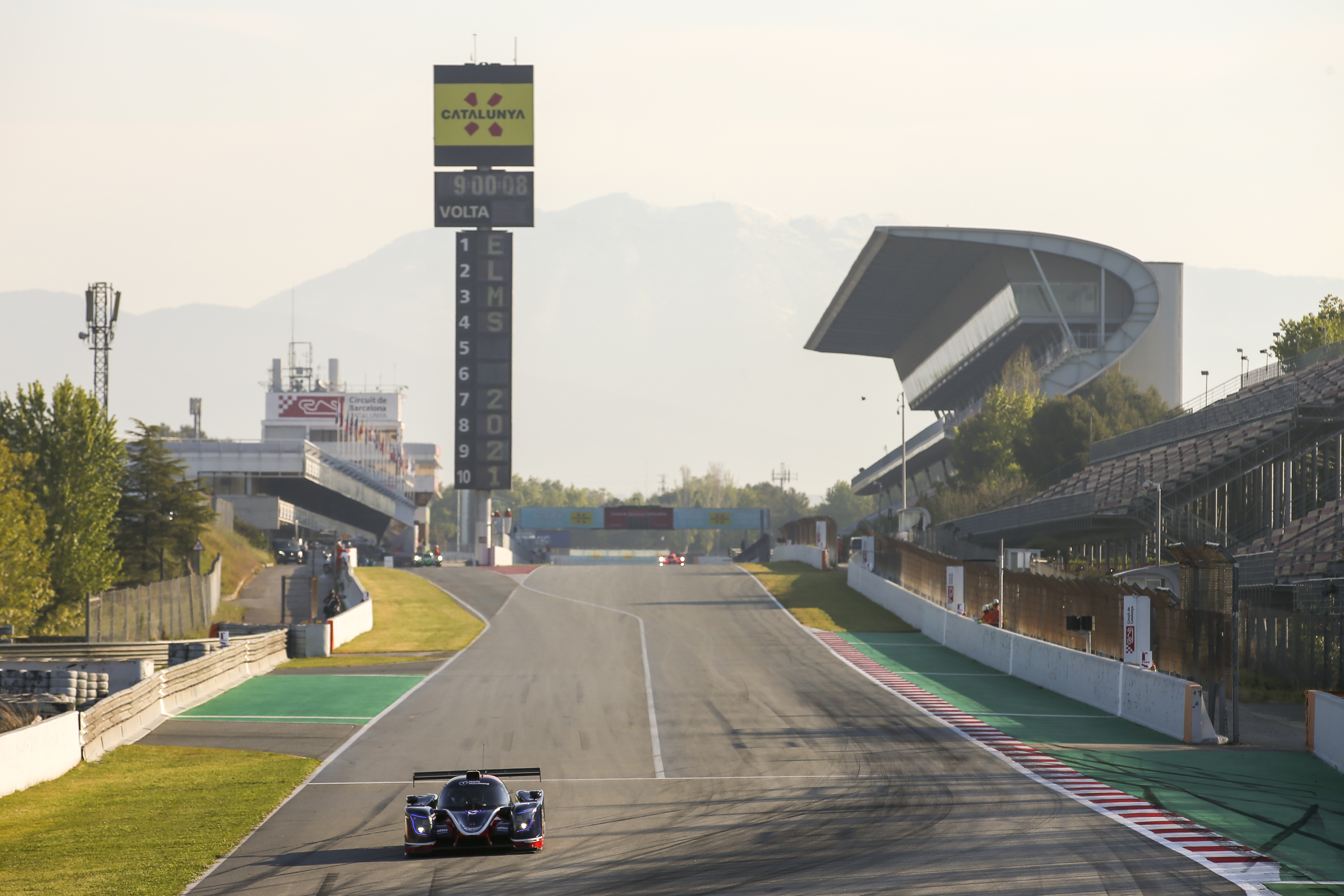
Ligne droite des stands du Circuit de Barcelone lors des 4 Heures de Barcelone 2021

Pour cette première manche du championnat European Le Mans Series, la liste officielle des engagés publiée le 29 mars 2024 était composée de 43 voitures, 14 en LMP2, 8 LMP2 Pro/Am, 10 en LMP3 et 11 en LMGT3.

## Course

### Classement de la course
Voici le classement final au terme de la course.
- Les vainqueurs de chaque catégorie sont signalés par un fond jauni.
- Pour la colonne Pneus, il faut passer le curseur au-dessus du modèle pour connaître le manufacturier de pneumatiques.

| Pos        | Classe      | no                 | Écurie                                     | Pilotes                                                     | Châssis                        | Pneus | Tours | Temps       |
| Pos        | Classe      | no                 | Écurie                                     | Pilotes                                                     | Moteur                         | Pneus | Tours | Temps       |
| ---------- | ----------- | ------------------ | ------------------------------------------ | ----------------------------------------------------------- | ------------------------------ | ----- | ----- | ----------- |
| 1          | LMP2        | 37                 | COOL Racing                                | Lorenzo Fluxá Malthe Jakobsen Ritomo Miyata                 | Oreca 07                       | G     | 139   | 4:01:06.862 |
| 2          | LMP2        | 25                 | Algarve Pro Racing                         | Matthias Kaiser Olli Caldwell Alexander Lynn                | Oreca 07                       | G     | 139   | +16.161     |
| 3          | LMP2        | 22                 | United Autosports                          | Filip Ugran Marino Sato Benjamin Hanley                     | Oreca 07                       | G     | 139   | +16.905     |
| 4          | LMP2        | 28                 | IDEC Sport                                 | Paul Lafargue Reshad de Gerus Job van Uitert                | Oreca 07                       | G     | 139   | +1:14.182   |
| 5          | LMP2        | 65                 | Panis Racing                               | Manuel Maldonado Charles Milesi Arthur Leclerc              | Oreca 07                       | G     | 139   | +1:20.643   |
| 6          | LMP2 Pro/Am | 83                 | AF Corse                                   | François Perrodo Matthieu Vaxivière Alessio Rovera          | Oreca 07                       | G     | 138   | +1 tour     |
| 7          | LMP2 Pro/Am | 29                 | Richard Mille par TDS                      | Rodrigo Sales Mathias Beche Grégoire Saucy                  | Oreca 07                       | G     | 138   | +1 tour     |
| 8          | LMP2        | 43                 | Inter Europol Competition                  | Sebastián Álvarez (en) Vladislav Lomko Tom Dillmann         | Oreca 07                       | G     | 138   | +1 tour     |
| 9          | LMP2        | 14                 | AO par TF                                  | Jonny Edgar Louis Delétraz Robert Kubica                    | Oreca 07                       | G     | 138   | +1 tour     |
| 10         | LMP2        | 34                 | Inter Europol Competition                  | Oliver Gray Clément Novalak Luca Ghiotto                    | Oreca 07                       | G     | 138   | +1 tour     |
| 11         | LMP2        | 23                 | United Autosports                          | Bijoy Garg (en) Fabio Scherer Paul di Resta                 | Oreca 07                       | G     | 138   | +1 tour     |
| 12         | LMP2 Pro/Am | 24                 | Nielsen Racing                             | John Falb Colin Noble Albert Costa                          | Oreca 07                       | G     | 137   | +2 tours    |
| 13         | LMP2        | 10                 | Vector Sport                               | Ryan Cullen Stéphane Richelmi Felipe Drugovich              | Oreca 07                       | G     | 137   | +2 tours    |
| 14         | LMP2 Pro/Am | 20                 | Algarve Pro Racing                         | Kriton Lentoudis Richard Bradley Alex Quinn                 | Oreca 07                       | G     | 137   | +2 tours    |
| 15         | LMP2 Pro/Am | 77                 | Proton Competition                         | Giorgio Roda Bent Viscaal René Binder                       | Oreca 07                       | G     | 137   | +2 tours    |
| 16         | LMP2        | 30                 | Duqueine Team                              | Niels Koolen Jean-Baptiste Simmenauer James Allen           | Oreca 07                       | G     | 136   | +3 tours    |
| 17         | LMP2 Pro/Am | 3                  | DKR Engineering                            | Andres Latorre Canon Cem Bölükbaşı Laurents Hörr            | Oreca 07                       | G     | 136   | +3 tours    |
| 18         | LMP2        | 47                 | COOL Racing                                | Alex García (en) Paul-Loup Chatin Frederik Vesti            | Oreca 07                       | G     | 136   | +3 tours    |
| 19         | LMP2        | 27                 | Nielsen Racing                             | David Heinemeier Hansson Nicolás Pino William Stevens       | Oreca 07                       | G     | 131   | +8 tours    |
| 20         | LMP3        | 8                  | Team Virage                                | Julien Gerbi Bernardo Pinheiro (en) Gillian Henrion (en)    | Ligier JS P320                 | M     | 131   | +8 tours    |
| 21         | LMP3        | 17                 | COOL Racing                                | Miguel Cristóvão Cédric Oltramare Manuel Espírito Santo     | Ligier JS P320                 | M     | 131   | +8 tours    |
| 22         | LMP3        | 11                 | Eurointernational                          | Matthew Bell Adam Ali                                       | Ligier JS P320                 | M     | 130   | +9 tours    |
| 23         | LMP3        | 15                 | RLR Msport                                 | Michael Jensen Nick Adcock Gaël Julien                      | Ligier JS P320                 | M     | 130   | +9 tours    |
| 24         | LMP3        | 4                  | DKR Engineering                            | Alexander Mattschull Belén García Wyatt Brichacek (en)      | Duqueine M30-D08               | M     | 130   | +9 tours    |
| 25         | LMP3        | 88                 | Inter Europol Competition                  | Alexander Bukhantsov Kai Askey Pedro Perino                 | Ligier JS P320                 | M     | 129   | +10 tours   |
| 26         | LMP3        | 31                 | Racing Spirit of Léman                     | Jacques Wolff Jean-Ludovic Foubert Antoine Doquin           | Ligier JS P320                 | M     | 129   | +10 tours   |
| 27         | LMP3        | 12                 | WTM par Rinaldi Racing                     | Torsten Kratz Leonard Weiss Óscar Tunjo                     | Duqueine M30-D08               | M     | 127   | +12 tours   |
| 28         | LMGT3       | 50                 | Formula Racing                             | Johnny Laursen (en) Conrad Laursen Nicklas Nielsen          | Ferrari 296 LMGT3              | G     | 127   | +12 tours   |
| 29         | LMGT3       | 86                 | GR Racing                                  | Michael Wainwright Riccardo Pera Davide Rigon               | Ferrari 296 LMGT3              | G     | 127   | +12 tours   |
| 30         | LMGT3       | 63                 | Iron Lynx                                  | Hiroshi Hamaguchi (en) Axcil Jefferies Andrea Caldarelli    | Lamborghini Huracan LMGT3 Evo2 | G     | 127   | +12 tours   |
| 31         | LMGT3       | 60                 | Proton Competition                         | Claudio Schiavoni Matteo Cressoni Julien Andlauer           | Porsche 911 GT3 R LMGT3        | G     | 127   | +12 tours   |
| 32         | LMGT3       | 55                 | Spirit of Race                             | Duncan Cameron David Perel Matthew Griffin                  | Ferrari 296 LMGT3              | G     | 127   | +12 tours   |
| 33         | LMGT3       | 59                 | Racing Spirit of Léman                     | Derek DeBoer Casper Stevenson (en) Valentin Hasse-Clot (de) | Aston Martin Vantage AMR LMGT3 | G     | 126   | +13 tours   |
| 34         | LMGT3       | 97                 | Grid Motorsport par TF                     | Martin Berry Lorcan Hanafin Jonathan Adam                   | Aston Martin Vantage AMR LMGT3 | G     | 126   | +13 tours   |
| 35         | LMGT3       | 51                 | AF Corse                                   | Charles-Henri Samani Emmanuel Collard Ulysse de Pauw (en)   | Ferrari 296 LMGT3              | G     | 126   | +13 tours   |
| 36         | LMGT3       | 57                 | Kessel Racing                              | Takeshi Kimura Esteban Masson Daniel Serra                  | Ferrari 296 LMGT3              | G     | 126   | +13 tours   |
| 37         | LMP3        | 35                 | Ultimate                                   | Alexandre Yvon Jean-Baptiste Lahaye (de) Matthieu Lahaye    | Ligier JS P320                 | M     | 123   | +16 tours   |
| 38         | LMP2 Pro/Am | 21                 | United Autosports                          | Daniel Schneider Andrew Meyrick Oliver Jarvis               | Oreca 07                       | G     | 121   | +18 tours   |
| Non classé |             |                    |                                            |                                                             |                                |       |       |             |
|            | LMP2 Pro/Am | 19                 | Team Virage                                | Anthony Wells Matthew Bell Nelson Piquet Jr.                | Oreca 07                       | G     | 128   |             |
| LMP2       | 9           | Iron Lynx – Proton | Jonas Ried Macéo Capietto Matteo Cairoli   | Oreca 07                                                    | G                              | 121   |       |             |
| LMGT3      | 85          | Iron Dames         | Sarah Bovy Rahel Frey Michelle Gatting     | Porsche 911 GT3 R LMGT3                                     | G                              | 103   |       |             |
| LMGT3      | 66          | JMW Motorsport     | John Hartshorne Ben Tuck Phil Keen         | Ferrari 296 LMGT3                                           | G                              | 83    |       |             |
| LMP3       | 5           | RLR Msport         | James Dayson Daniel Ali Bailey Voisin (en) | Ligier JS P320                                              | M                              | 6     |       |             |

## Pole position et record du tour
- Pole position :
- Meilleur tour en course :

## À noter
- Longueur du circuit : 4,657 km
- Distance parcourue par les vainqueurs :